# SBS (韓国)
株式会社SBS（朝: 주식회사 에스비에스）は、韓国のテレビ・ラジオ兼営の放送局である。民間放送局「ソウル放送（朝: 서울방송、英: Seoul Broadcasting System）」として1990年に設立し、2000年に現社名へと変更した。
本社をソウル特別市陽川区に置く。ソウル特別市、仁川広域市、京畿道を含むソウル首都圏を放送エリアとするが、その後開局した他地区の地域民放局と提携している。
コーポレートスローガンは「一緒に作る喜び（朝: 함께 만드는 기쁨, 英: Together, We Make Delight)」。キャッチコピーは「私が作る新しいメディアの世の中（朝: 내가 만드는 새 미디어 세상）」。現在使用されている二重丸のロゴは、「知恵の目」をイメージしている。以前使用されていたものは、「生命と文化の種子」イメージしていた。

## 概要
前史として、1963年4月に東亜日報が母体の民放ラジオ局「東亜放送」として開局ののち、1980年10月に就任した全斗煥大統領による言語統制により、同年11月30日に韓国放送公社へ統合、「KBSラジオソウル」として運営されていたが、1990年の民間放送の再解禁により11年ぶりにKBSから民間の手によって移譲されたものである。
本社はソウル特別市陽川区木洞にあり、韓国放送公社（KBS）や韓国文化放送（MBC）のように独自で地方局は持たず、韓国の地方民放局9社との提携でネットワークを形成している。日本側から見れば、純民間放送局の全国ネットワークのキー局と見られているが、法律上はソウル首都圏を放送エリアとする「地域民間放送局」である。MBCのような、その他の地方民放局との直接の資本関係はない。ただし、SBS筆頭株主の泰栄はKNN株式の10.9%やG1 (江原民放) 株式の4.9%を保有し、SBS第2位株主のガス機器メーカー・キトゥラミ（귀뚜라미）は大邱放送 (TBC) 株式の24.2%（系列のキトゥラミ精密工業、キトゥラミボイラー持ち分との合計で）を保有する筆頭株主である。
株式を韓国証券取引所（現：韓国取引所株式市場部）に上場している（証券コード:034120）。筆頭株主は建設会社の泰栄（テヨン, 태영）。泰栄はSBSの設立発起人的立場にあり、泰栄創業者のユン・セヨン(윤세영) が両社の会長を務めるなど、資本・人事上の関係が深い。
2023年に筆頭株主の泰栄建設が経営危機になり、ワークアウトの条件として債権団より必要時にSBSの株式売却を求められることになった。しかし韓国の放送法では、筆頭株主の変更には放送通信委員会の許可が必要であり、また地上波放送局への出資制限（最大で40パーセント、大企業、新聞社、通信社は10パーセントが上限）があり、株式の引受先が見つかるのかという問題も指摘されている。
プロバスケットボールチーム、安養SBSスターズを保有し、韓国バスケットボールリーグ（KBL）に創設時から参加させてきたが、元国営のタバコ会社 KT&Gに譲渡、安養KT&Gカイツとなった。またアメリカ合衆国のPGAツアー、LPGAツアーともかかわりが深く、2005年から2009年には女子のSBSオープン、2011年と2017年には男子のSBSトーナメント・オブ・チャンピオンズ大会の協賛スポンサーにも就任している。
ケーブルテレビや衛星デジタル放送（Skylife）を通じて、SBSドラマ、SBSスポーツ、SBSゴルフ、SBS Biz、SBS Mの各チャンネルを放送している。そのうちSBSスポーツでは、2006年から2010年まで、日本プロ野球（NPB）・読売ジャイアンツのホーム試合の生中継を日テレG+からの映像提供を受ける形で行なっていた。これはイ・スンヨプのジャイアンツ入団によるもので、試合終了まで音声はSBS側で付ける「カラ出張」形式を取っていた。2011年からはイ・スンヨプとパク・チャンホが加入したオリックス・バファローズの主催ゲームの放映権を獲得し放送していた。
- 国内支局：釜山、大邱、大田、晋州、江陵
- 海外支局：ワシントン、ニューヨーク、パリ、東京、北京
- 海外提携局：日本テレビ、NBC（アメリカ）、ロシアテレビ（RTR）、北京電視台（BTV）、電視廣播有限公司（香港無線テレビ、TVB）、八大電視（GTV、台湾）、ホーチミンテレビ（HTV、ベトナム）
- 関連会社・団体：SBSコンテンツハブ、SBSニューステック、SBSアートテック、SBSスポーツチャンネル、SBSゴルフチャンネル、SBSドラマプラス、SBS文化財団、ソアム学術奨学財団

## 日本との関係
日本の放送局とは日本テレビと開局以来提携関係にあり、テレビ開局当日には「NNNきょうの出来事」の桜井よしこキャスター（当時）がSBSのニューススタジオから放送を行った。日本テレビや系列の福岡放送などから特派員を受け入れている。またアメリカのNBCやロシアのRTR、中国の北京電視台などとも友好関係にある。なお、SBS東京支局は汐留の日テレタワー内にあり、東京発のニュースでは新橋駅付近を走る東海道新幹線などを背景に特派員がリポートを伝えている。
2004年11月からは「モバHO!」へ、ドラマ・バラエティ・ラジオ番組の供給を開始したがその後、停波したことに伴ってサービスを終了した。

## 沿革
- 1990年11月14日 - 「株式会社ソウル放送 （주식회사 서울 방송）」設立
- 1991年3月20日 - KBSラジオソウル（旧：東亜放送）を移管する形でAMラジオ局を開局　792kHz、コールサイン：HLSQ
- 1991年12月9日 - テレビ開局、呼出符号（コールサイン）：HLSQ-TV
- 1993年7月1日 - AMラジオ、ステレオ放送開始
- 1995年5月14日 - この日の4社開局を皮切りにネットワーク開始
- 1995年11月14日 - 一山制作センター（イルサン - ）竣工
- 1996年11月14日 - SBS POWER FM開局 107.7MHz、呼出符号：HLSQ-FM
- 1997年1月28日 - 安養SBSスターズ創立
- 1999年1月1日 - SBS LOVE FM（標準FM放送＝AMと同一内容）開局 103.5 MHz、呼出符号：HLSQ-SFM
- 1999年5月12日 - コスダック（韓国店頭市場）に登録、言論統廃合以来初のマスコミの上場
- 2000年3月17日 - 「株式会社SBS」に社名変更
- 2000年10月19日 - 平壌からニュースの生放送を実施
- 2001年10月26日 - 地上デジタルテレビジョン放送本放送開始（韓国初、リモコンキーIDは全国の民放局含め11で統一。）
- 2002年5月30日 - 済州国際自由都市放送の開局を以って民間放送全国ネットワーク完成
- 2003年6月25日 - 韓国証券取引所に上場
- 2003年10月7日 - 鄭周永体育館開館記念、統一バスケットボール試合を平壌から生中継（韓国のテレビ中継車が初めて平壌入り）
- 2004年3月1日 - 開局以来汝矣島に構えていた本社を木洞へ移転
- 2005年2月25日-27日 - 米LPGAツアー、SBSオープンをオアフ島で主催
- 2005年3月28日 - 地上波デジタルマルチメディア放送 (地上波DMB) 事業者として放送委員会から選定（申請10社から6社選定）
- 2005年6月10日 - 日本語サイト開設（提携先の日本テレビも韓国向けサイトを開設）
- 2005年7月29日 - KT&Gに安養SBSスターズの経営権を譲渡することで同意
- 2005年12月1日 - 平日昼（12時-16時）のテレビ放送開始。地上波DMB「SBSu」開局
- 2006年8月2日 - IOCと2010年から2016年までのオリンピック放映権を単独で獲得する契約に調印。契約総額、7,250万ドル。朝鮮半島全域の放映権となっており、北朝鮮への映像提供権も含まれる。2008年までは日本（ジャパンコンソーシアム）同様、3大放送局が合同で契約するプール制を取る。
- 2012年12月31日 - 韓国時間午前4時（日本時間でも午前4時）をもってアナログテレビジョン放送を停波。但しSBSはテレビの24時間放送をしていないため、前日分の放送終了を以って実質的に終わっていた。
- 2022年11月8日 - AMラジオ放送休止

## 放送事故・不祥事
- 2006年8月20日に放送された『SBS人気歌謡』におけるステージ中、バックダンサーの1人が突然発作を起こして倒れるという事故が起きた。（詳しくはSeeYaを参照する事。）
- フィギュアスケート選手のキム・ヨナが2009年3月14日に韓国SBSで放送されたインタビューにおいて「競争相手の選手に試合直前の練習を妨害されました」と述べた。この時、ヨナは具体的な選手名を挙げていなかったが、SBSはヨナの練習を妨げたのが「いつも日本人選手だった」というナレーションを挿入し、他の韓国メディアもそれに追随したため、韓国では日本選手に対するバッシングが起こり、日韓のスケート連盟を巻き込んでの大騒動（詳細はキム・ヨナによる練習妨害発言を参照）となった。ヨナに上記のインタビューをしたSBSのリポーターは、東京スポーツの取材に対し「『日本人に〜』というのはSBS側が付け加えたもの」と答え、今回の報道は「（マスメディアが）韓国ファンの反日感情を煽り、対決ムードを盛り上げようとしただけ」と述べた[2]。
- 2009年7月22日、バラエティー番組の『驚くべき大会スターキング』内で放送された「3分出勤法」が日本の番組の盗作だったことを認め謝罪した[3]。
- 2011年11月17日、ニュース番組の『SBSナイトライン』で、同局のチョン・ソングンアナウンサーが朴元淳ソウル特別市長がインターネットを利用したオンライン就任式を行ったことに対して、「趣のある就任式を期待していた市民も明らかに少なくなかったのではないでしょうか。そのような点では市民の権利を奪ったので、これが進歩でないことを望みます。」と発言し顰蹙を買った[4]。
- 2014年3月5日、集団お見合い番組の「チャク」で番組収録中に出演していた29歳の女性が首つり自殺した。同番組は振られた出演者には外で食事を取らせるなどして、出演者を心身共に傷つけていると批判された。なお、この事件を受けて同番組は打ち切りとなった。
- 2017年5月17日、時事風刺番組において盧武鉉元大統領がTIME誌で表紙を飾った際の画像を放送したが、表紙の文字が日刊ベストストア利用者の手により「Hello，Mr.Roh」から「Go to Hell，Mr.Roh」へ書き換えられたパロディ画像であった。SBSが日刊ベストストアの画像を使って生じた放送事故は10回目とされ、局側は遺族らに陳謝したうえで幹部社員を処分している[5]。

## 中継局

### デジタルテレビ
- リモコンキーID6-1
- 呼出符号（コールサイン）：HLSQ-DTV

| 送信所 | 物理チャンネル | 空中線電力 |
| ------ | -------------- | ---------- |
| 冠岳山 | K-16ch         | 2.5 kW     |
| 南山   | K-44ch         | 5 kW       |
| 坡平   | K-29ch         | 90W        |
| 東豆川 | K-37ch         | 20W        |
| 龍門山 | K-29ch         | 1 kW       |
| 桂楊山 | K-35ch         | 100W       |
| 仁川   | K-51ch         | 90W        |
| 仏光   | K-29ch         | 90W        |
| 白蓮   | K-34ch         | 90W        |
| 長位   | K-39ch         | 90W        |
| 光明   | K-31ch         | 20W        |
| 光教山 | K-31ch         | 200W       |
| 城南   | K-29ch         | 20W        |

### アナログテレビ
- 2012年12月31日4時で停波
- 呼出符号：HLSQ-TV

| 送信所 | 物理チャンネル | 空中線電力 |
| ------ | -------------- | ---------- |
| 南山   | K-6ch          | 50 kW      |
| 冠岳山 | K-43ch         | 10 kW      |
| 東豆天 | K-21ch         | 100W       |
| 龍門山 | K-55ch         | 10 kW      |
| 仁川   | K-47ch         | 500W       |
| 仏光   | K-57ch         | 500W       |
| 杏堂   | K-60ch         | 10W        |
| 長位   | K-51ch         | 500W       |
| 始興   | K-39ch         | 10W        |
| 光明   | K-44ch         | 10W        |
| 城南   | K-46ch         | 100W       |

### ラジオ
SBS LoveFM
| 送信所 | 周波数       | 空中線電力 | 呼出符号 |
| ------ | ------------ | ---------- | -------- |
| 冠岳山 | FM 103.5 MHz | 10 kW      | HLSQ-SFM |
| 利川   | FM 98.3 MHz  | 50W        | 無し     |

SBS PowerFM
| 送信所 | 周波数       | 空中線電力 | 呼出符号 |
| ------ | ------------ | ---------- | -------- |
| 冠岳山 | FM 107.7 MHz | 10 kW      | HLSQ-FM  |
| 東豆川 | FM 100.3 MHz | 100W       | 無し     |

### 地上波DMB
SBS(u)
- 呼出符号：HLSQ-TDMB

| 送信所 | 物理チャンネル（周波数） | 空中線電力 |
| ------ | ------------------------ | ---------- |
| 冠岳山 | K-12Cch （208.736 MHz）  | 2 kW       |
| 南山   | K-12Cch （208.736 MHz）  | 2 kW       |
| 坡平   | K-12Cch （208.736 MHz）  | 20W        |
| 抱川   | K-12Cch （208.736 MHz）  | 20W        |
| 龍門山 | K-12Cch （208.736 MHz）  | 1 kW       |
| 河岾   | K-12Cch （208.736 MHz）  | 100W       |
| 仏光   | K-12Cch （208.736 MHz）  | 90W        |
| 桂陽山 | K-12Cch （208.736 MHz）  | 1 kW       |
| 満月   | K-12Cch （208.736 MHz）  | 90W        |
| 安山   | K-12Cch （208.736 MHz）  | 20W        |
| 光敎山 | K-12Cch （208.736 MHz）  | 1 kW       |
| 雲中   | K-12Cch （208.736 MHz）  | 20W        |
| 広州   | K-12Cch （208.736 MHz）  | 20W        |
| 龍仁   | K-12Cch （208.736 MHz）  | 90W        |
| 二東   | K-12Cch （208.736 MHz）  | 90W        |
| 安城   | K-12Cch （208.736 MHz）  | 90W        |

## 民放ネットワーク
SBS以外のネットワーク局は地上波テレビ放送とFMラジオ放送を展開している。KNNはSBSと同様に2系統のFMラジオ放送を有する。その他の局のFMラジオ放送は日本の地方ラジオ局と同じように自主制作番組とSBS POWERFMからのネット番組の混成編成となっている。中波（AM）ラジオ放送は行われていない。なおソウルのみで展開していたAM放送は、2022年11月に休止に入り、そのまま2023年の初めをめどに廃止を予定している。
| 略称 | 放送局名             | 放送対象区域                         | 開局日         |
| ---- | -------------------- | ------------------------------------ | -------------- |
| SBS  | SBS                  | ソウル特別市・仁川広域市・京畿道     | 1990年11月14日 |
| KNN  | KNN                  | 釜山広域市・慶尚南道                 | 1994年4月      |
| TJB  | 大田放送             | 大田広域市・世宗特別自治市・忠清南道 | 1994年4月9日   |
| JIBS | 済州国際自由都市放送 | 済州特別自治道                       | 1994年4月10日  |
| TBC  | 大邱放送             | 大邱広域市・慶尚北道                 | 1994年8月10日  |
| kbc  | 光州放送             | 光州広域市・全羅南道                 | 1994年8月10日  |
| CJB  | 清州放送             | 忠清北道                             | 1996年7月5日   |
| ubc  | 蔚山放送             | 蔚山広域市                           | 1996年9月4日   |
| JTV  | 全州放送             | 全羅北道                             | 1997年1月25日  |
| G1   | G1放送               | 江原特別自治道                       | 1999年11月16日 |